# 神奈川県立厚木王子高等学校
神奈川県立厚木王子高等学校（かながわけんりつ あつぎおうじこうとうがっこう）は、神奈川県厚木市王子に所在する公立高等学校。
厚木東高等学校と厚木商業高等学校が県立高校改革実施計画の再編・統合により2校が統合され新校として2024年4月に開校。

## 設置学科
- 普通科
- 総合ビジネス科

## 沿革
- 2023年11月1日 - 設立[3]
- 2024年 - 旧厚木東高等学校の敷地を利用し、新校として開校。

## 部活動

### 運動部
- 野球部
- サッカー部
- 男子バスケットボール部
- 女子バスケットボール部
- バドミントン部
- 弓道部
- 男子サッカー部
- 女子サッカー部
- ソフトテニス部
- 陸上競技部
- 硬式テニス部
- 水泳部
- 卓球部
- バレーボール部
- バトントワリング部
- 女子ソフトボール部

ソフトボール部女子は全国屈指の強さで、山田恵里などオリンピック日本代表として出場した卒業生もいる。獲得した全国タイトルは、全国高校最多の計23回（インターハイ9回、選抜8回、国スポ6回）である。
- 剣道部
- ハンドボール部
- ダンス部
- ワンダーフォーゲル部

### 文化部
- 人形浄瑠璃部
- 吹奏楽部
- 合唱部
- 演劇部
- 軽音楽部
- 自然科学部
- 華道部
- 写真部
- アニメーション漫画研究部
- 美術部
- 料理部
- 茶道部
- 電算部
- 箏曲部
- ワープロ部
- 簿記部
- 珠算・電卓部
- ボランティア部
- マーケティング部

## 交通
- 小田急線本厚木駅（または厚木バスセンター）よりバス約15分。「高校入口」下車徒歩3分、または「緑ヶ丘小学校前」下車徒歩7分[5]。